# Marguerite Sambiria
Pour les articles homonymes, voir Marguerite, princesse de Danemark.
Marguerite Sambiria (morte en 1282) Margrethe Sambiria, ou Sambirsdatter en danois, surnommée Margrethe Sprænghest (cheval éclatant) , fille du duc Sambor II de Tczew et de Mathilde de Mecklembourg, reine consort puis régente de Danemark.

## Biographie
Elle épouse le prince Christophe en 1248, le plus jeune fils de Valdemar II le Victorieux et de Bérengère de Portugal. Elle est couronnée reine de Danemark avec son époux en 1252. Elle échoue à l'aider dans le règlement du conflit qui l'oppose à l'archevêque de Lund, Jakob Erlandsen et le comte de Holstein à partir de 1256. La guerre civile dure jusqu'en 1274. À la mort de Christophe le 29 mai 1259 (peut-être empoisonné), elle devient régente 1259 pour son fils de dix ans Erik Klipping jusqu'à ce qu'il soit majeur en 1264. Elle doit lutter contre Jaromar II de Rügen qui a envahi le Danemark. Il la bat à Næstved le 14 juin 1259 mais il meurt l'année suivante. Après une nouvelle défaite à la bataille de la Lohheide le 28 juillet 1261, elle est faite prisonnière avec son fils par le comte de Holstein, mais ils sont rapidement libérés grâce à l'intervention du duc Albert de Brunswick-Lüneburg.
En 1263, à la suite d'un conflit avec les héritiers du roi Abel de Danemark, elle obtient du pape Urbain IV qu'il ouvre la succession au trône aux femmes afin qu'une des sœurs du roi puisse lui succéder s'il meurt sans enfants. Ses contemporains la dépeignent comme une souveraine compétente et éclairée. Elle reste influente après la majorité du roi en 1264, bien qu'elle soit envoyée en Estonie. Elle fait un pèlerinage à Rome en 1270. À sa mort en 1282 elle est inhumée dans le monastère de Doberan au Mecklembourg.

## Sources
- (da) om Margrete Sprænghest i Dansk Biografisk Leksikon du Projet Runeberg